# Tuvok
Tuvok est un personnage de Star Trek, interprété par l'acteur Tim Russ. Un officier chargé de la sécurité du vaisseau USS Voyager dans la série portant le même nom.
Il est né en 2264. Entré à l'académie de Starfleet en 2289, sa première affectation fut sur l'Excelsior en 2293 sous les ordres du capitaine Hikaru Sulu.
Il démissionne en 2298 et regagne Vulcain où il se consacre à la discipline du Kolinahr.
Marié à T'Pel en 2304 lors de son Pon Farr, il a trois fils et une fille.
Il réintègre Starfleet en 2349 et est assigné sur le USS Wyoming pour un temps. Il rejoindra par la suite Starfleet Academy et y enseignera durant seize ans. Kathryn Janeway le choisira pour devenir son Chef des Opérations ainsi que son Officier Tactique lorsqu'elle recevra le commandement de l'USS Voyager.
C'est en jouant l'espion de Starfleet qu'il s'infiltre sur le vaisseau du Maquis et se retrouve propulsé dans le Quadrant Delta par une anomalie subspatiale. Janeway étant partie à sa recherche, elle verra son vaisseau subir le même sort et suivra le Raider du Maquis à plus de 75 000 années-lumière de l'espace de la Fédération.
Chef de la sécurité, Tuvok a créé un programme holodeck d'entrainement au cas où les rescapés du Maquis se mutineraient. Voyant au fil des semaines que ces derniers étaient dignes de confiance, il en a abandonné le développement jusqu'à ce que Paris le découvre et ne se mette à jouer avec, entrainant par la suite ses amis dans l'aventure. Janeway, consternée de voir que tous les officiers ont joué avec au moins une fois, décide de les laisser continuer pour maintenir le moral. Chatokay lui demande juste à ce que le prochain programme ne fasse pas de lui le grand méchant.
Tuvok est très apprécié des hommes d'équipage même si sa rectitude vulcaine fait de lui une cible facile. Paris et Kim s'amusent ainsi à incorporer des détails saugrenus dans les programmes de méditation vulcaine de Tuvok pour voir s'ils arriveront à lui faire perdre son sang froid. Ce qui n'arrivera jamais. Neelix, lui, s'est promis de faire danser Tuvok au moins une fois apprenant de ce dernier qu'il n'aimait pas la danse. Quand Neelix quitte le vaisseau définitivement, Tuvok esquisse un pas pour rendre hommage à celui qui est devenu son ami juste avant qu'il ne parte.
En 2401, Tuvok est promu amiral et fait partie du haut commandement de Starfleet. À ce titre, il sera capturé et remplacé par des Korrigans infiltrés dans le cadre d'un complot visant à subordonner Starfleet au Collectif Borg pour détruire la Fédération. Une fois le complot déjoué par l'amiral Jean-Luc Picard, il promouvra Seven of Nine au rang de capitaine.